# Lijst van voetbalinterlands Bahrein - Libanon
Deze lijst van voetbalinterlands is een overzicht van alle officiële voetbalinterlands tussen de nationale teams van Bahrein en Libanon. De landen hebben tot nu toe zestien keer tegen elkaar gespeeld. De eerste ontmoeting was een wedstrijd tijdens de Arab Nations Cup 1966 op 3 april 1966 in Bagdad (Irak). Het laatste duel, een vriendschappelijke wedstrijd, werd gespeeld in Dubai (Verenigde Arabische Emiraten) op 12 november 2020.

## Wedstrijden
| №  | Plaats    | Datum             | Competitie                 | Wedstrijd         | Uitslag |
| -- | --------- | ----------------- | -------------------------- | ----------------- | ------- |
| 1  | Bagdad    | 3 april 1966      | Arab Nations Cup 1966      | Libanon − Bahrein | 6 − 1   |
| 2  | Bangkok   | 11 december 1971  | Azië Cup 1972 kwalificatie | Bahrein − Libanon | 3 − 0   |
| 3  | Abu Dhabi | 13 januari 1979   | Azië Cup 1980 kwalificatie | Libanon − Bahrein | 2 − 0   |
| 4  | Beiroet   | 13 mei 1993       | WK 1994 kwalificatie       | Libanon − Bahrein | 0 − 0   |
| 5  | Seoel     | 5 juni 1993       | WK 1994 kwalificatie       | Bahrein − Libanon | 0 − 0   |
| 6  | Tripoli   | 3 oktober 1996    | Vriendschappelijk          | Libanon − Bahrein | 2 − 3   |
| 7  | Beiroet   | 4 april 2001      | Vriendschappelijk          | Libanon − Bahrein | 1 − 1   |
| 8  | Koeweit   | 26 december 2002  | Arab Nations Cup 2002      | Libanon − Bahrein | 0 − 0   |
| 9  | Riffa     | 19 september 2003 | Vriendschappelijk          | Bahrein − Libanon | 4 − 3   |
| 10 | Beiroet   | 8 februari 2004   | Vriendschappelijk          | Libanon − Bahrein | 2 − 1   |
| 11 | Beiroet   | 26 mei 2004       | Vriendschappelijk          | Libanon − Bahrein | 2 − 2   |
| 12 | Doha      | 2 februari 2005   | Vriendschappelijk          | Bahrein − Libanon | 2 − 1   |
| 13 | Riffa     | 17 maart 2013     | Vriendschappelijk          | Bahrein − Libanon | 0 − 0   |
| 14 | Riffa     | 9 november 2013   | Vriendschappelijk          | Bahrein − Libanon | 1 − 0   |
| 15 | Riffa     | 5 februari 2016   | Vriendschappelijk          | Bahrein − Libanon | 2 − 0   |
| 16 | Dubai     | 12 november 2020  | Vriendschappelijk          | Libanon − Bahrein | 1 − 3   |

## Samenvatting
| Competitie            | Totaal gespeeld | Winst Bahrein | Gelijk | Winst Libanon | Doelsaldo Bahrein – Libanon |
| --------------------- | --------------- | ------------- | ------ | ------------- | --------------------------- |
| WK-kwalificatie       | 2               | 0             | 2      | 0             | 0 − 0                       |
| Azië Cup-kwalificatie | 2               | 1             | 0      | 1             | 3 − 2                       |
| Arab Nations Cup      | 2               | 0             | 1      | 1             | 1 − 6                       |
| Vriendschappelijk     | 10              | 6             | 3      | 1             | 19 − 12                     |
| Totaal                | 16              | 7             | 6      | 3             | 23 − 20                     |

Wedstrijden bepaald door strafschoppen worden, in lijn met de FIFA, als een gelijkspel gerekend.